# Bremer Verein für die deutsche Nordpolfahrt
Der Bremer Verein für die deutsche Nordpolfahrt bestand in Bremen unter diesen Namen von 1869 bis 1877.

## Geschichte

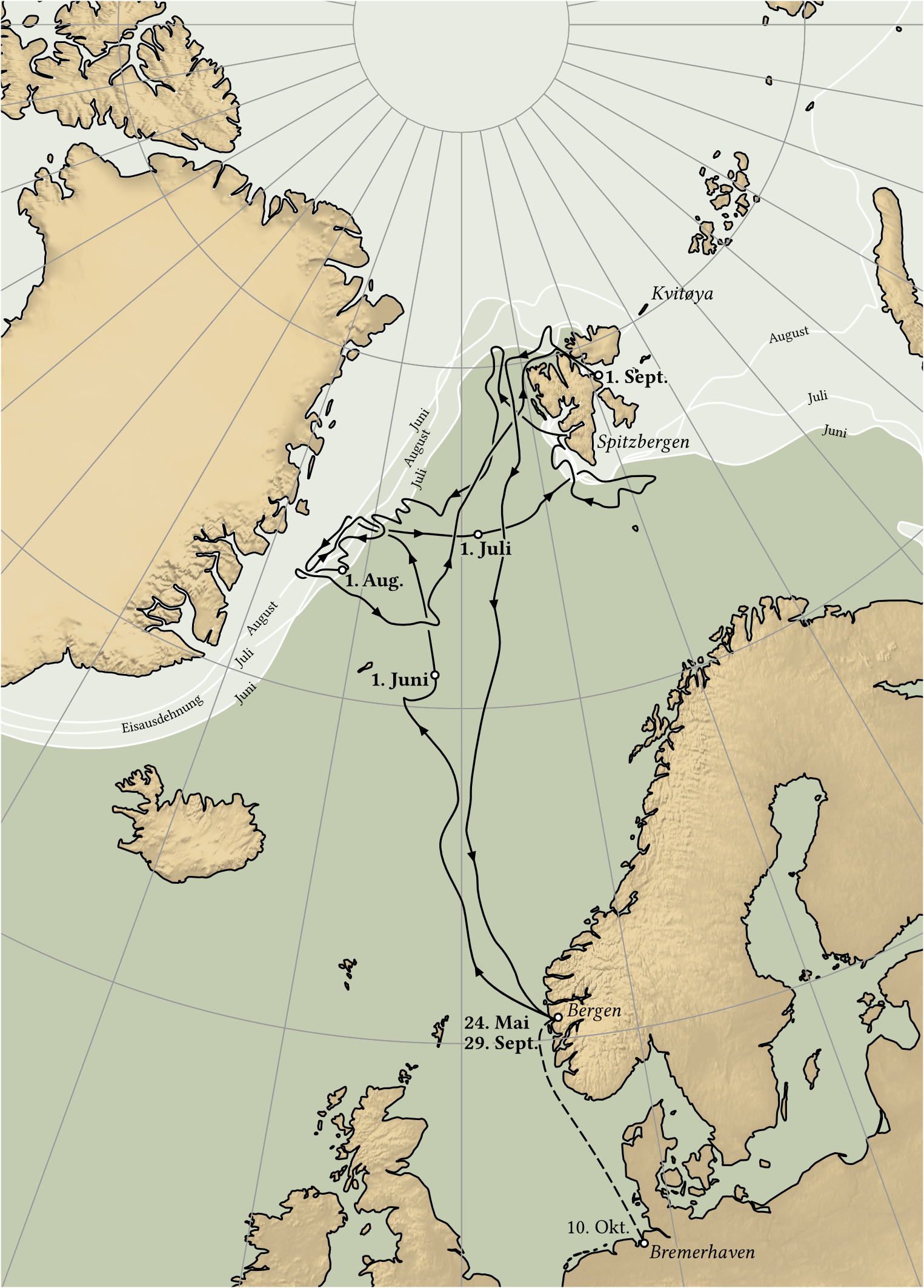
Erste Deutsche Nordpolar-Expedition

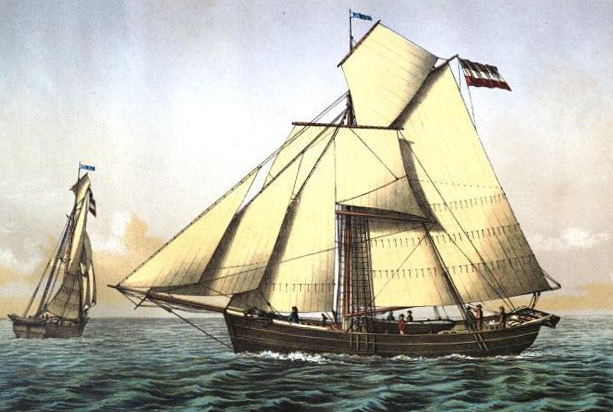
Das Expeditionsschiff Grönland, 1868

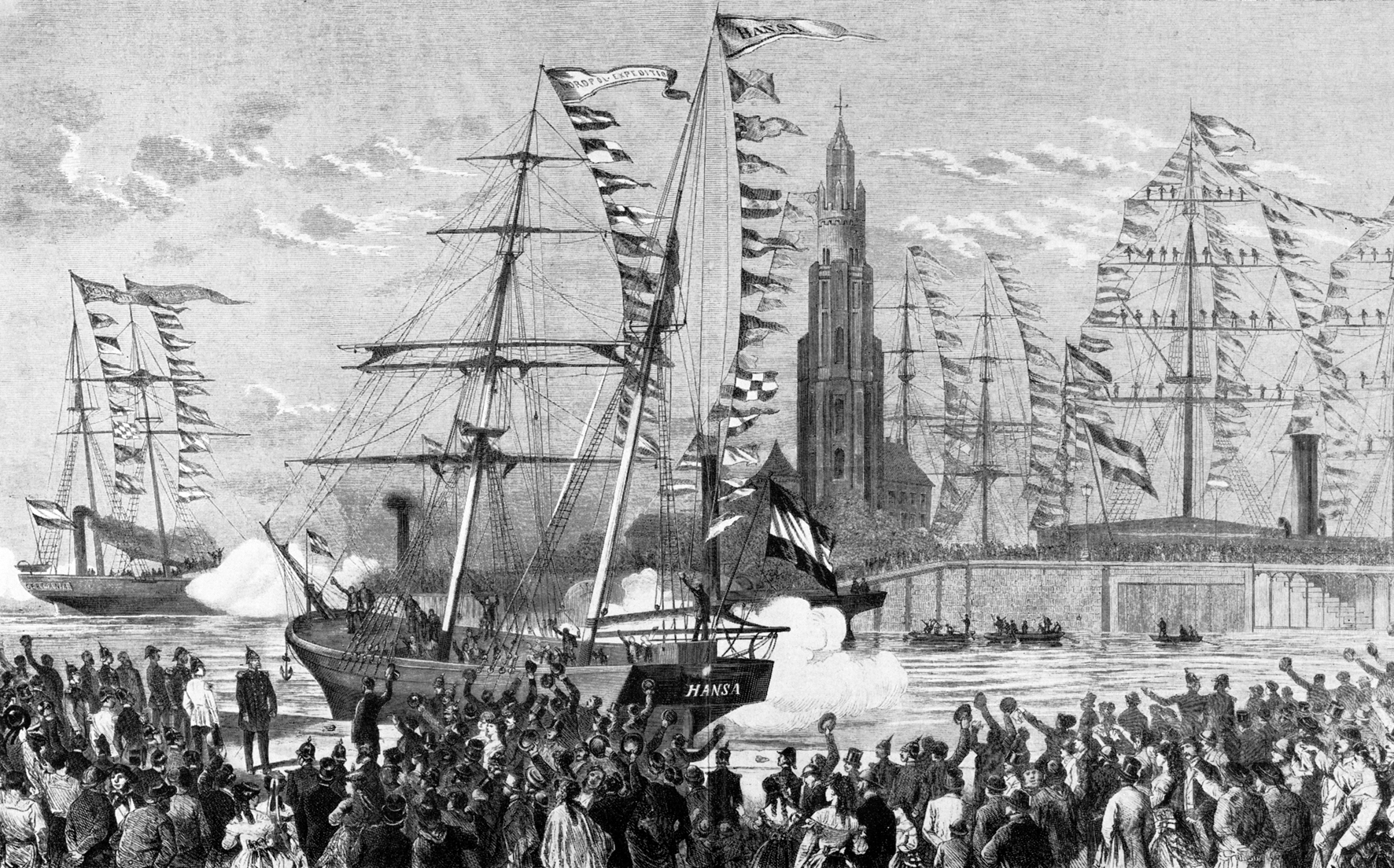
Die Schiffe Germania und Hansa fahren zur Zweiten Deutschen Polarexpedition 1869 von Bremerhaven ab.

1865 hatte der Kapitän Carl Koldewey mit einer kleinen Segeljacht das Gewässer um Grönland erkundet. 1868 gab es in Bremen erste Bestrebungen für eine Expedition zur Erforschung von Grönland. Auf Anregung des Geographen August Petermann wurde Koldewey 1868 als Kapitän der Grönland die Leitung der Ersten Deutschen Nordpolar-Expedition übertragen.
Bremer Kaufleute und Forscher finanzierten und organisierten eine weitere Expedition. 1869/70 war Koldewey Kapitän der Germania, Leiter der Zweiten Deutschen Nordpolar-Expedition nach Grönland und zum Arktischen Ozean, um in die arktische Zentralregion vorzudringen. Der Expedition mit dem Dampfer Germania und dem Segelschiff Hansa unter Kapitän Friedrich Hegemann schlossen sich sechs Wissenschaftler an.
Am 15. Juni 1869 verließen die Schiffe Bremerhaven. Am 20. Juli wurden beide Schiffe durch Nebel voneinander getrennt. Die Hansa wurde vom Eis eingeschlossen, am 19. Oktober 1869 vom Eis zerdrückt und ging unter. Die Expeditionsteilnehmer retteten  sich auf eine Eisscholle, trieben 1500 Kilometer südwärts und landeten nach über sechs Monaten in Friedrichstal in Grönland.
Die Germania erreichte mit Schlitten und zu Schiff am 5. August 1869 die Sabine Ø. Mit einem Boot wurde die Küste erforscht. Die Germania erreichte am 14. August die höchste Breite 75° 30′ N im Nordosten der Insel Shannon. Geschlossenes Eis zwang sie zur Umkehr. Auf Schlitten fuhr man tiefer ins Innere, Inseln und Küsten wurden aufgenommen und Untersuchungen vorgenommen zur Gletschernatur Grönlands. Die Entdeckung des Kejser Franz Joseph Fjords war der Höhepunkt.
Zur Auswertung der Forschungsergebnisse wurde nach einem Beschluss des Bremer Senats 1869 der Bremer Verein für die deutsche Nordpolfahrt gegründet mit dem „Charakter einer juristischen Persönlichkeit“. Der Verein beantragte 1874 beim Bundesrat Mittel für eine dritte Polar-Expedition, die aber nicht bewilligt wurden.
Die Sibirienreise von Alfred Brehm (1876) wurde durch die Gesellschaft finanziert.
Seit 1877 gibt es die Geographische Gesellschaft Bremen. Sie gab ab März 1877 bis 1965 unregelmäßig die Deutschen Geographischen Blätter heraus.